# Sekondi-Takoradi
Sekondi-Takoradi is de derde grote stad van Ghana, na Accra en Kumasi. Sekondi-Takoradi bestaat uit de twee havensteden Sekondi en Takoradi en is de hoofdstad van de regio Western van Ghana en heeft ongeveer 335.000 inwoners (2005). Bij de haven is het oude Nederlandse Fort Oranje te vinden uit 1640, maar boven de ingang van het fort staat nu Fort Orange. Het stadion, het Sekondi-Takoradi Stadium, was een van de stadions voor de  Afrika Cup van 2008.

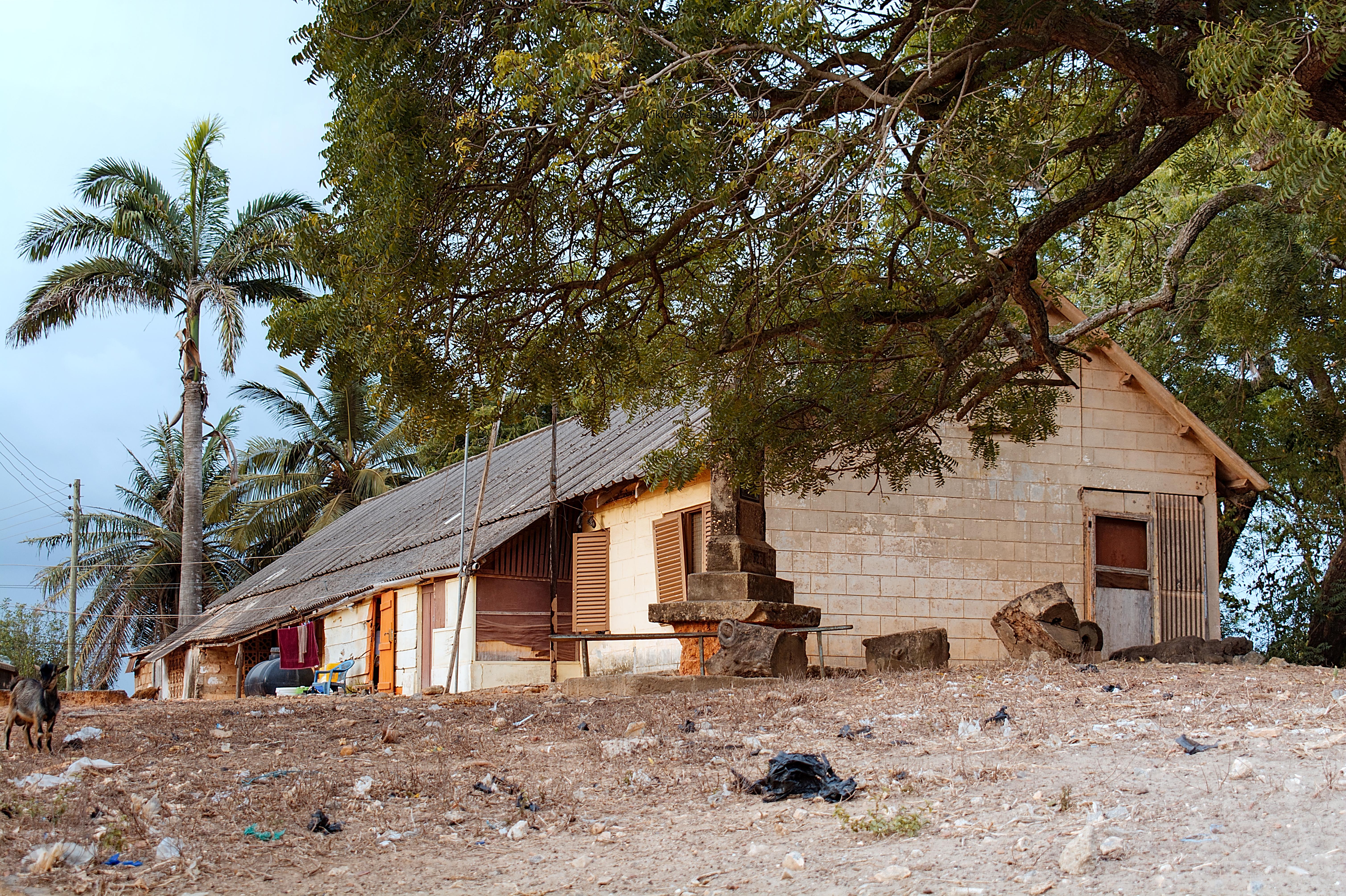
Een huis in Sekondi-Takoradi